# Igrzyska Wspólnoty Narodów 2002
Igrzyska Wspólnoty Narodów 2002 odbyły się w Manchesterze. Trwały od 25 lipca do 4 sierpnia 2002 roku. Wystartowało 3679 sportowców z 72 krajów, w tym tylko jedna reprezentacja, która wystartowała pierwszy raz w historii - była to wyspa Niue. Sportowcy rywalizowali w 14 indywidualnych konkurencjach i po raz pierwszy w historii igrzysk, w trzech konkurencjach zespołowych (hokej na trawie, rugby i netball). Impreza została oficjalnie otwarta przez królową Elżbietę II.

## Reprezentacje

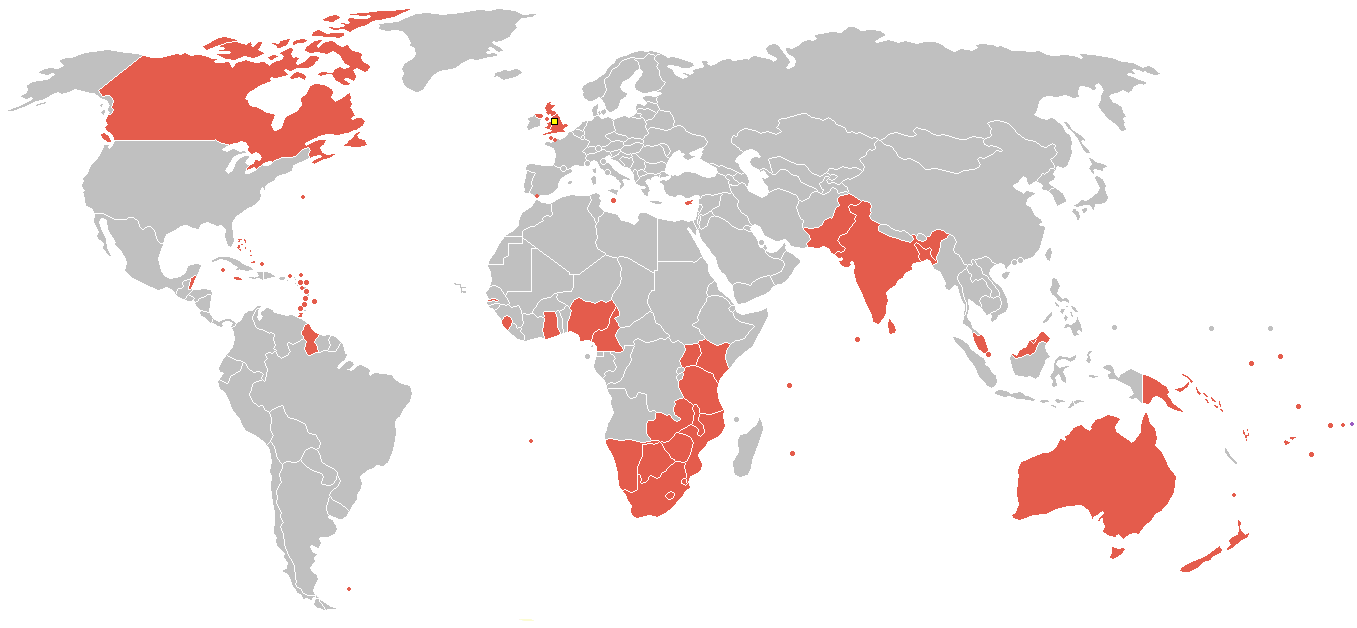
Państwa biorące udział w Igrzyskach Wspólnoty Narodów w 2002 roku:
państwa debiutujące
państwa, które brały już udział w Igrzyskach

państwa debiutujące
     państwa, które brały już udział w Igrzyskach
| - Anguilla - Antigua i Barbuda - Australia - Bahamy - Bangladesz - Barbados - Belize - Bermudy - Botswana - Brytyjskie Wyspy Dziewicze - Brunei - Kamerun - Kanada - Kajmany - Wyspy Cooka - Cypr - Dominika - Anglia - Falklandy | - Fidżi - Gambia - Ghana - Gibraltar - Grenada - Guernsey - Gujana - Hongkong - Indie - Wyspa Man - Jamajka - Jersey - Kenia - Kiribati - Lesotho - Malawi - Malezja - Malediwy - Malta | - Mauritius - Montserrat - Mozambik - Namibia - Nauru - Nowa Zelandia - Nigeria - Niue - Norfolk - Irlandia Północna - Pakistan - Papua-Nowa Gwinea - Wyspa Świętej Heleny - Saint Kitts i Nevis - Saint Lucia - Saint Vincent i Grenadyny - Samoa - Szkocja - Seszele | - Sierra Leone - Singapur - Wyspy Salomona - Południowa Afryka - Sri Lanka - Suazi - Tanzania - Tonga - Trynidad i Tobago - Turks i Caicos - Tuvalu - Uganda - Vanuatu - Walia - Zambia - Zimbabwe |

## Dyscypliny
W czasie Igrzysk rozegrano 281 konkurencji w 17 dyscyplinach.
| - Lekkoatletyka (szczegóły) - Badminton (szczegóły) - Boks (szczegóły) - Kolarstwo (szczegóły) - Kolarstwo górskie - Kolarstwo szosowe - Kolarstwo torowe - Gimnastyka (szczegóły) - Gimnastyka artystyczna - Gimnastyka sportowa - Hokej na trawie (szczegóły) - Judo (szczegóły) - Bowls (szczegóły) | - Netball (szczegóły) - Rugby 7 (szczegóły) - Strzelectwo (szczegóły) - Sporty wodne - Pływanie (szczegóły) - Pływanie synchroniczne (szczegóły) - Skoki do wody (szczegóły) - Squash (szczegóły) - Tenis stołowy (szczegóły) - Triathlon (szczegóły) - Podnoszenie ciężarów (szczegóły) - Zapasy (szczegóły) |

## Klasyfikacja medalowa
| Lp. | Państwo           | złoto | srebro | brąz | razem |
| --- | ----------------- | ----- | ------ | ---- | ----- |
| 1.  | Australia         | 82    | 62     | 63   | 207   |
| 2.  | Anglia            | 54    | 51     | 60   | 165   |
| 3.  | Kanada            | 31    | 41     | 44   | 116   |
| 4.  | Indie             | 30    | 22     | 17   | 69    |
| 5.  | Nowa Zelandia     | 11    | 13     | 21   | 45    |
| 6.  | Południowa Afryka | 9     | 20     | 17   | 46    |
| 7.  | Kamerun           | 9     | 1      | 2    | 12    |
| 8.  | Malezja           | 7     | 9      | 18   | 34    |
| 9.  | Walia             | 6     | 13     | 12   | 31    |
| 10. | Szkocja           | 6     | 8      | 16   | 30    |